# Mingenew
Mingenew – miasto w Australii, w stanie Australia Zachodnia.